# Alexander Adam
 Alexander Adam  (Moray, 24 de junho de 1741 — Edimburgo, 18 de dezembro de 1809) foi um antiquário e pedagogo escocês.
Reitor da Universidade de Edimburgo em 1768, entre os seus alunos figuraram sir Walter Scott, lorde Brougham e Jeffrey. Introduziu o grego nos programas docentes e escreveu: Roman Antiquities e Principles of Latin and and English Grammar.